# Velo de ouro

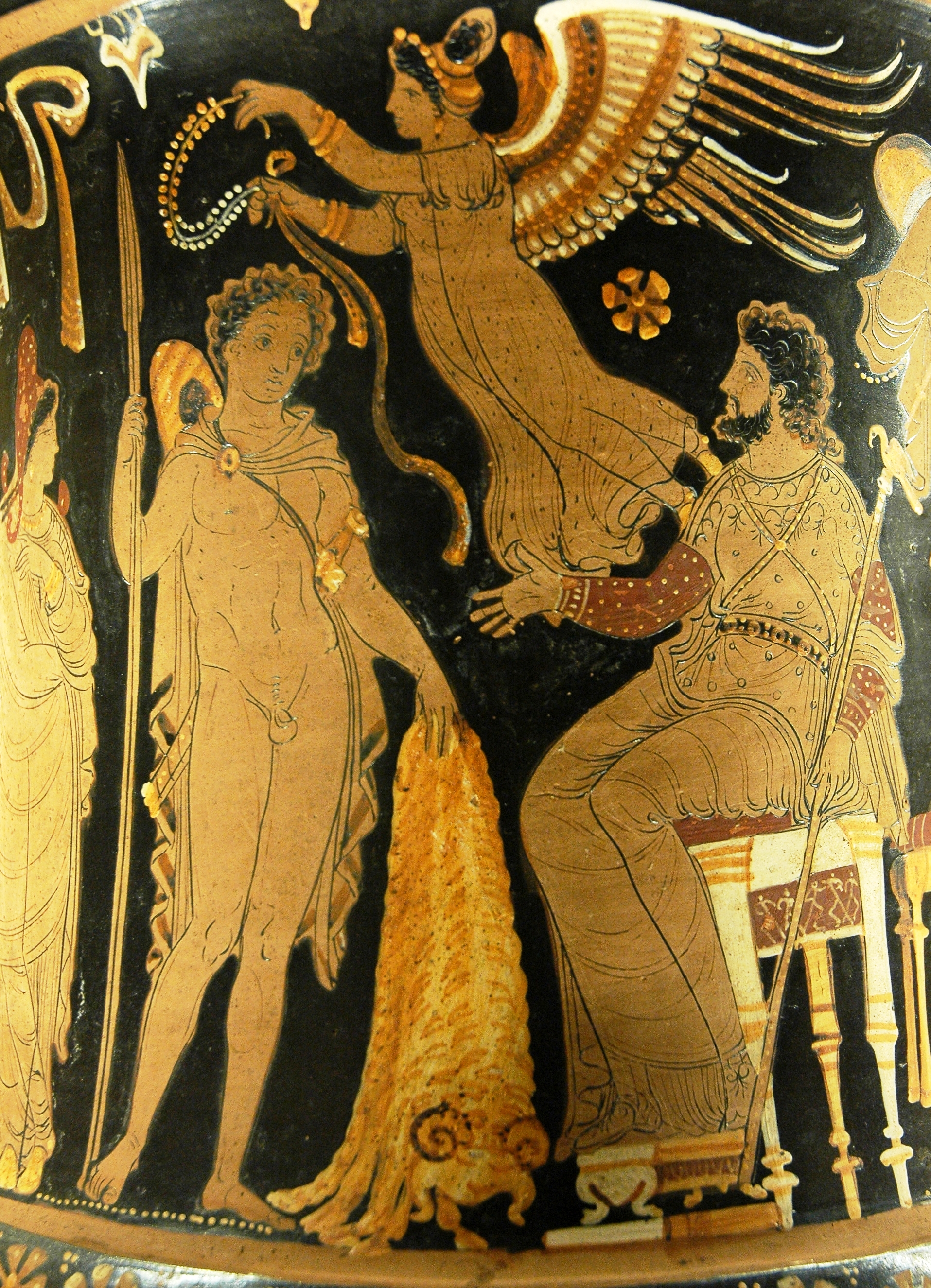
Jasão (à esquerda) segurando o velo de ouro.

O velo de ouro ou tosão de ouro (chamado ainda de velino ou velocino; em grego: Χρυσόμαλλον Δέρας) é na mitologia grega a lã de ouro do carneiro alado Crisómalo.

## Origem do carneiro
Frixo, filho de Atamante, por causa das artimanhas de sua madrasta, fugiu com sua irmã Hele da Grécia, nas costas de um carneiro, cujo pelo era de ouro. Na passagem da Europa para a Ásia, Hele caiu no mar, no local que passou a ser chamado de Helesponto. Frixo continuou a viagem, atravessou o Ponto e chegou à Cólquida, onde, obedecendo a um oráculo, sacrificou o carneiro e ofereceu seu pelo no templo de Ares (na versão de Higino, o carneiro foi sacrificado a Júpiter).
Uma versão racionalizada da lenda é de que Frixo fugiu da Grécia em um navio, e que Hele caiu no mar por causa do enjoo marinho. Chegando à Cólquida, em que Eetes era rei, Frixo recebeu a afeição do rei dos citas, sobrinho de Eetes, que estava em visita, e Eetes deu Frixo de presente para o cita. O cita adotou Frixo como filho e o nomeou seu herdeiro, porém o atendente de Frixo, que se chamava Crius (ou seja, carneiro), foi sacrificado aos deuses, e sua pele pendurada no templo.

## Reinado de Eetes
Eetes, rei da Cólquida, recebeu um oráculo de que morreria se estrangeiros desembarcassem e levassem embora o velo de ouro. Por causa disto, e por sua crueldade, Eetes ordenou que os estrangeiros fossem sacrificados, para que sua fama de cruel afastasse os estrangeiros da Cólquida. Ele protegeu o santuário com um muro, e colocou guardas do Quersoneso Táurico, o que levou os gregos a inventarem vários mitos monstruosos. Espalhou-se que havia, em volta do santuário, touros que soltavam fogo (tauroi) e um dragão que nunca dormia (drakon), uma transferência da crueldade dos soldados da Táurida para touros que soltam fogo, e do nome do guardião do santuário, que se chamava Dracon, para o monstro dragão.

## Roubo do velo
Medeia levou os argonautas ao santuário, que ficava a 70 estádios de Síbaris, a cidade que tinha o palácio dos reis da Cólquida. Medeia falou com os guardas na língua da Táurida, e estes abriram os portões para os argonautas, que mataram vários guardas e afugentaram os demais, pegaram o velo, e fugiram para os barcos. Enquanto isto, Medeia matou o dragão que nunca dormia com venenos, e foi se encontrar com Jasão. Eetes, alertado pelos guardas em fuga, atacou os gregos, e matou Ífito, irmão de Euristeu, o rei que havia imposto os doze trabalhos a Héracles, porém na luta foi morto por Meleagro. Os gregos, apesar de alguns feridos, derrotaram os bárbaros, e conseguiram fugir.

## A constelação do Carneiro
A imagem do carneiro foi colocada por Nubes entre as constelações, e marca o tempo onde deve ser feita a semeadura, porque foi pelas artimanhas de Ino que a semeadura havia sido feita antes do tempo, com grãos molhados, o que tinha levado à fuga de Frixo e Hele. De acordo com Eratóstenes, citado por Higino, foi o próprio carneiro que removeu seu pelo, deu-o a Frixo, e, em seguida, foi para as estrelas, o motivo pelo qual as estrelas são fracas.

## Na cultura popular
O Mar de Monstros, segundo livro da saga Percy Jackson e os Olimpianos, de Rick Riordan, tem como missão principal recuperar o velo de ouro.
Em God of War 2, Kratos recupera o velo de ouro engolido por um cérbero, no jogo, o velo é uma espécie de bracelete para combinar melhor com o jogo/personagem/gameplay.